# Adolfo Fagúndez
Adolfo Fagúndez (27 settembre 1957) è un ex giocatore di calcio a 5 argentino.

## Carriera
Utilizzato nel ruolo di portiere, come massimo riconoscimento in carriera ha la partecipazione con la Nazionale di calcio a 5 dell'Argentina al FIFA Futsal World Championship 1989 dove i sudamericani sono giunti alla seconda fase, eliminati nel girone comprendente Paraguay, Brasile e Stati Uniti.